# 코트다르모르주의 아롱디스망
코트다르모르주의 아롱디스망에는 총 4개가 있다.
- 디낭 아롱디스망 (준주도 : 디낭)은 6개의 캉통과 68개의 코뮌이 속해 있다.
- 갱강 아롱디스망 (준주도 : 갱강)은 7개의 캉통과 112개의 코뮌이 속해 있다.
- 랑니옹 아롱디스망 (준주도 : 랑니옹)은 5개의 캉통과 60개의 코뮌이 속해 있다.
- 생브리외 아롱디스망 (코트도르 주의 주도 : 생브리외)은 15개의 캉통과 116개의 코뮌이 속해 있다.

## 역사
- 1790년 : 코트뒤노르 주 신설, 9개 디스트리크 설치 - 브롱, 디낭, 랑발, 랑니옹, 루데아크, 퐁트리외, 로스트르낭, 생브리외
- 1800년 : 아롱디스망 설치 - 디낭, 갱강, 랑니옹, 루데아크, 생브리외
- 1926년 : 루데아크 아롱디스망 폐지
- 1990년 : 코트뒤노르에서 코트다르모르로 개명
- 2015년 : 2015년 3월 지방선거부터 적용되는 캉통 개편안으로 각각의 캉통이 특정 아롱디스망에서 벗어나게 됨
- 2017년 : 코뮌 재배치 개편 - 디낭 아롱디스망의 25개 코뮌과 갱강 아롱디스망의 5개 코뮌은 생브리외 아롱디스망으로, 생브리외 아롱디스망의 29개 코뮌은 갱강 아롱디스망으로 이전